# طایفه کشکولی بزرگ
کشکولی بزرگ یکی از طایفه‌های ایل قشقایی است که طایفه کشکولی کوچک و طایفه قراچه از آن جدا شده است. مردم این طایفه ریشه ای ترک دارند   .

## وجه تسمیه
نام کشکولی احتمالاً از «کشکول کرمان» گرفته شده است. از سوی دیگر، ریشه کلانتران این طایفه به زندیه بر می‌گردد. حسین خان زند اولین کلانتر این طایفه بوده است که همراه کریم خان زند به فارس آمده و دخترش نازلی با «جانی خان» با نخستین ایلخانی قشقایی ازدواج کرده است.

## تاریخچه
مادر و همسر اسماعیل خان صولت الدوله (ایلخانی قشقایی از ۱۹۰۴ تا ۱۹۳۰)، از طایفه کشکولی بودند.
خوانین طایفه کشکولی از قدرت و ثروت بسیاری برخوردار بودند که از معروفترین آنها می‌توان به «سهراب خان کشکولی» که در کنار رئیسعلی دلواری، رشادتهای بسیاری در مبارزه با انگلیس از خود نشان داد. همچنین عبدالله خان، جعفرخان و جان پولادخان از طایفه کشکولی کوچک اشاره نمود.
صولت الدوله به علت مخالفت کلانتران این طایفه با او در جریان مالیات جاده شیراز-بوشهر و حمایتشان از انگلیسی‌ها، دو طایفه قراچه و طایفه کشکولی کوچک را از این طایفه جدا کرد. باقیمانده طایفه کشکولی، تحت نام «کشکولی بزرگ» خوانده می‌شود.

## تبعید کلانتران
طایفه کشکولی بزرگ به همراه کلانترانشان، الیاس خان و اسفندیارخان در واقعه شورش عشایری فارس در سال ۱۳۰۸ شمسی نقش مؤثری ایفا نمودند و در سال ۱۳۱۱ کلانترها به شمال کشور تبعید شدند. پس از سقوط رضاشاه در سال ۱۳۲۰ شمسی، طایفه کشکولی بزرگ مانند سایر طوایف دوباره شیوه کوچ‌نشینی را پیش گرفت و سران تبعیدی آن به ایل بازگشتند. طایفه کشکولی بزرگ در این دوران مستقل از ایل قشقایی اداره می‌شد.
پس از جنگ جهانی دوم الیاس خان به عنوان نماینده به مجلس شورای ملی راه یافت. بر خلاف مخالفت طایفه کشکولی بزرگ با صولت الدوله، این بار  پس از انقلاب اسلامی، آنان نیز همراه با سایر قشقایی‌ها به مخالفت با حکومت پرداخته و به کوه‌های جنوب فارس رفتند.

## ییلاق و قشلاق
قشلاق: بخش‌های وسیعی از شهرستان‌های کازرون، ممسنی و گچساران
ییلاق: بخش ارژن شهرستان شیراز، شهرستان سپیدان و بخش‌هایی از شهرستان بویراحمد

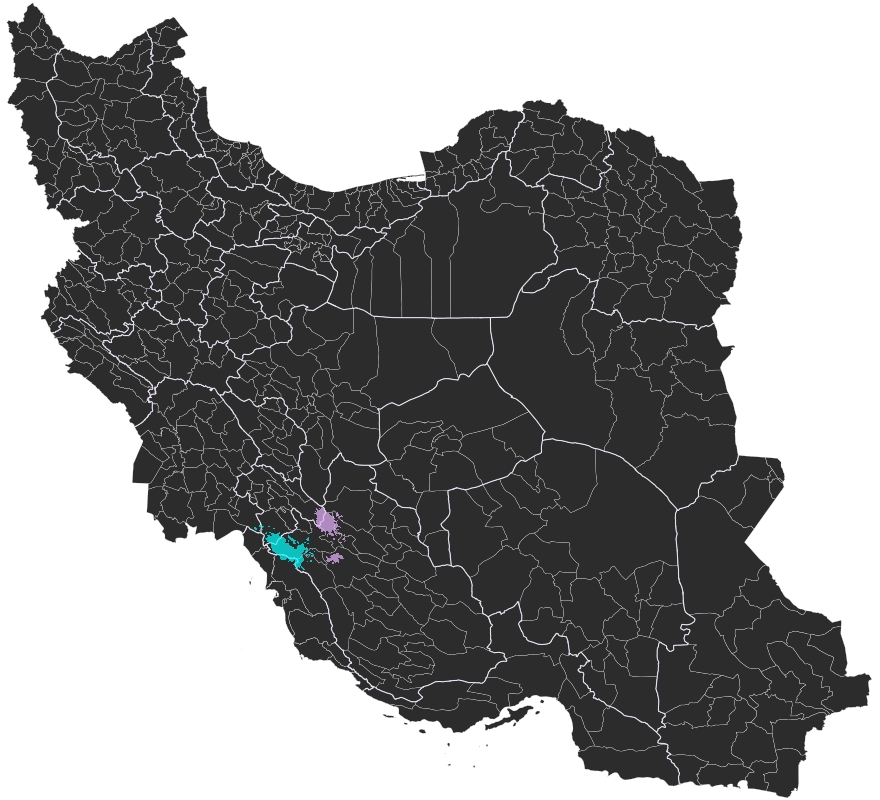

## جمعیت
جمعیت این طایفه در سال ۱۳۴۲ حدود ۴۸۶۲ خانوار، در سال ۱۳۵۲ شمسی ۳۶۷۶ خانوار و در سال ۱۳۶۰، بالغ بر ۵۲۷ خانوار (۲۷۹۳۵ نفر) بوده است؛ و در سال ۱۳۶۶ دارای ۴۷ تیره و ۲۵۱۷ خانوار بوده است.